# Alstroemeria capixaba
Alstroemeria capixaba é uma espécie de planta do gênero Alstroemeria e da família Alstroemeriaceae.

## Taxonomia
A espécie foi descrita em 2003 por Marta Camargo de Assis, com o espécime tipo sendo de Santa Teresa, Espírito Santo.

## Forma de vida
É uma espécie terrícola e herbácea.

## Conservação
A espécie faz parte da Lista Vermelha das espécies ameaçadas do estado do Espírito Santo, no sudeste do Brasil. A lista foi publicada em 13 de junho de 2005 por intermédio do decreto estadual nº 1.499-R.

## Distribuição
A espécie é endêmica do Brasil e encontrada nos estados brasileiros de Espírito Santo e Minas Gerais. A espécie é encontrada no domínio fitogeográfico de Mata Atlântica, em regiões com vegetação de floresta ombrófila pluvial.